# Oğlakkaya

Lage der Provinz Kahramanmaras in der Türkei

Landkreis Afsin in der Provinz Kahramanmaras

Die türkische Ortschaft Oğlakkaya liegt in der Provinz Kahramanmaraş und gehört zum Landkreis Afşin. Es ist ein sehr altes und weitestgehend erhalten gebliebenes Dorf, was insbesondere am historischen Dorfbrunnen zu erkennen ist. Die Einwohnerzahl beträgt heute noch etwa 30 Menschen. Zu Oğlakkaya gehört auch das Dorf Yaslıpınar, welches durch Neu- und Umsiedlungen entstand.
Östlich davon liegt das Dorf Haticepınar. 